# Giovanni Allevi
Giovanni Allevi (ur. 9 kwietnia 1969 w Ascoli Piceno) – włoski pianista i kompozytor.

## Dyskografia

### Studyjne albumy
- 13 Dita (1997)
- Composizioni (2003)
- No concept (2005)
- Joy (2006)
- Evolution (2008)

### Live
- Allevilive (2007)

### Koncerty/DVD
- Joy tour 2007 (2007)